# Bruno Müller (Geologe)
Bruno Müller (* 16. Mai 1882 in Reichenberg; † 1945 ebenda) war ein deutsch-böhmischer, tschechoslowakischer Geologe und Kartograf.

## Leben
Bruno Müller kam in Reichenberg (heute Liberec) als Sohn des Gymnasiallehrers Robert Müller und seiner Frau zur Welt. Nach dem Besuch des Reichenberger Gymnasiums studierte er zwischen 1901 und 1907 in Prag an der Deutschen Universität Naturwissenschaften. Im Jahr 1904 begann Bruno Müller bei Gustav Laube als Assistent am geologisch-paläontologischen Institut zu arbeiten. Nach Abschluss seines Studiums wurde Bruno Müller als Professor von der Handelsakademie in Aussig angestellt. Der Erste Weltkrieg unterbrach diese Tätigkeit, jedoch konnte er als Militärgeologe seine Expertise einsetzen.
Nach seiner Rückkehr folgte er 1923 einem Ruf der Handelsakademie in Olmütz, wo er bis 1927 tätig war. Zurück nach Aussig blieb er Lehrender an der dort ansässigen Handelsakademie, die er im weiteren Verlauf als Direktor zu einer profilierten Lehreinrichtung (Wirtschaftsoberschule in Aussig) entwickelte.
Seine Begeisterung für die Geologie und die Landschaften seines Umfeldes führte zu einem weitgefächerten und publizistisch aktiven Leben in Vereinen und in der bildungsorientierten Öffentlichkeit. Das prägnanteste Beispiel aus seiner ehrenamtlichen Tätigkeit war die 1928 erfolgte Gründung der Zeitschrift Firgenwald und die anhaltende Herausgeberschaft bis zum Ende ihres Erscheinungszeitraumes. Zudem war er zeitweilig Schriftleiter der Mitteilungen des Vereins für Naturfreunde in Reichenberg (Erscheinungszeitraum: 1870–1931).
Während seines aktiven Berufslebens erarbeitete Bruno Müller in seiner Freizeit vielseitige landeskundliche und geologische Aufsätze. Ferner kartierte er die geologischen Verhältnisse  von rechtselbischen Gebieten Nordböhmens, worüber bislang keine oder nur wenige Aufnahmearbeiten in einem detaillierten Maßstab publiziert worden waren. Seine wissenschaftliche Aktivität hinterließ im Zeitraum von 1908 bis 1944 insgesamt 123 geologisch ausgerichtete Schriften. Ferner existieren in Archiven Hunderte von Gutachten und anderen Aufzeichnungen.
Bruno Müller starb im Mai 1945 in seiner Heimatstadt mutmaßlich durch Suizid. Nach einer Notiz in der Liberecer Zeitung Stráž Severu (der Národní fronta Čechů a Slováků) vom 21. August 1945 hat Müller noch in Reichenberg gelebt. Die genauen Todesumstände sind jedoch ungeklärt. Vom damaligen Staatlichen Geologischen Institut in Prag wurde eine Bestandsaufnahme seines Nachlasses vorgenommen. Bruno Müller war verheiratet.

## Werke (Auswahl)

### Schriften
- Wirtschafts-Geologie der Tschechoslowakischen Republik. P. Sollor’s Nachf., Reichenberg 1921
- Der geologische Aufbau des Daubaer Grünlandes. In: Sborník Státniho Geologického Ústavu Československé Republiky. Vol. 3 (1924), S. 123–181.
- mit Adolf Winkler: Meßbare Gelände-Bewegungen in Nordböhmen: Betrachtungen über die Veränderungen der Lage von Triangulierungs- und Polygonpunkten. In: Firgenwald; Jg. 2 (1929), S. 11–17.
- Erdgeschichte und Erdgestaltung des Bezirkes Deutsch-Gabel in Böhmen. (= Heimatkunde des Bezirkes Deutsch-Gabel in Böhmen, Band 1, Heft 1) Reichenberg 1933
- Heimatkunde des Bezirkes Reichenberg, Teil 2, Die Landschaft. Reichenberg 1933
- Die geologischen Grundlagen der Wasserversorgung im Sudetenland. In: Jahrestagung des Gas- und Wasserfaches 1939 in Wien. (= Gas- und Wasserfach, Jahrgang 82 (1939), Nr. 20) Wien 1939, S. 332–337.

### Kartenwerke

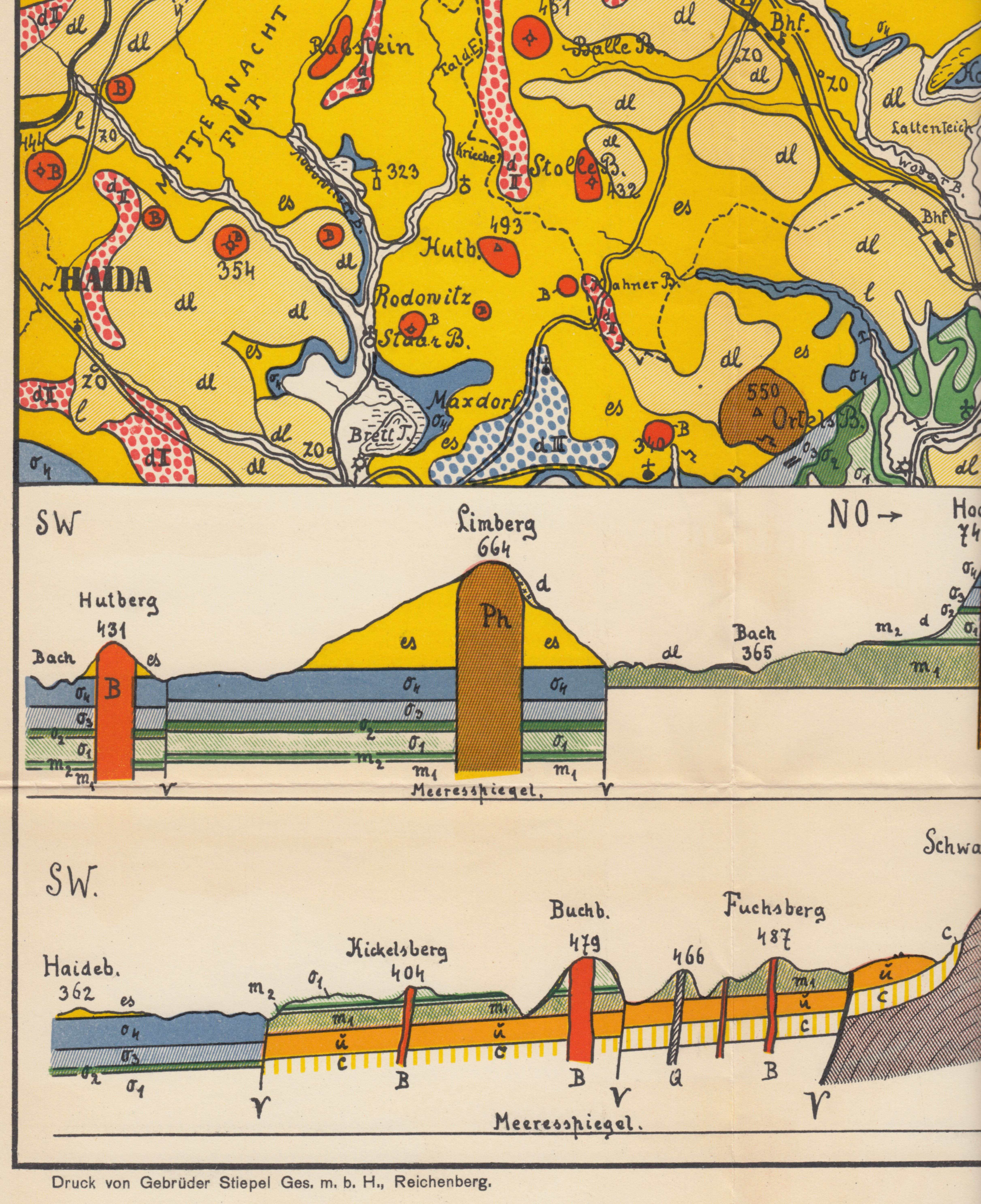
Ausschnitt vom Blatt Bezirk Deutsch-Gabel, 1932 (publiziert 1933)

Bruno Müller beschäftigte sich mit der geologischen Kartierung in Nordböhmen. Es entstanden 13 Kartenblätter in variierenden Maßstäben zwischen 1:25.000 und 1:50.000 (die Maßstabsangabe „xx“: GKxx, danach das Ausgabejahr):
- Blatt Hirschberg/Doksy, GK25, 1914
- Blatt Dauba/Dubá, GK35, 1923
- Blatt Auscha/Úštěk, GK35, 1924
- Blatt Niemes-Roll/Mimoň-Ralsko, GK35, 1924
- Blatt Reichstadt-Brenn/Zákupy-Brenná, GK35, 1924
- Blatt Hohlen/Holany, GK37,5, 1925
- Blatt Bürgstein/Sloup, GK35, 1926
- Blatt Wartenberg/Stráž pod Ralskem, GK35, 1926
- Blatt Oschitz-Hammer/Osečná-Hmr, GK35, 1927
- Blatt Deutsch-Gabel/Jablonné v Podještědí, GK37,5, 1929
- Blatt Schönbach/Zdislava, GK40, 1929
- Blatt Bezirk Deutsch-Gabel/Okres Jablonné v Podještědí, GK33, 1933
- Blatt Bezirk Reichenberg/Okres Liberec, GK50, 1934